# Herz-Jesu-Kathedrale (Rēzekne)

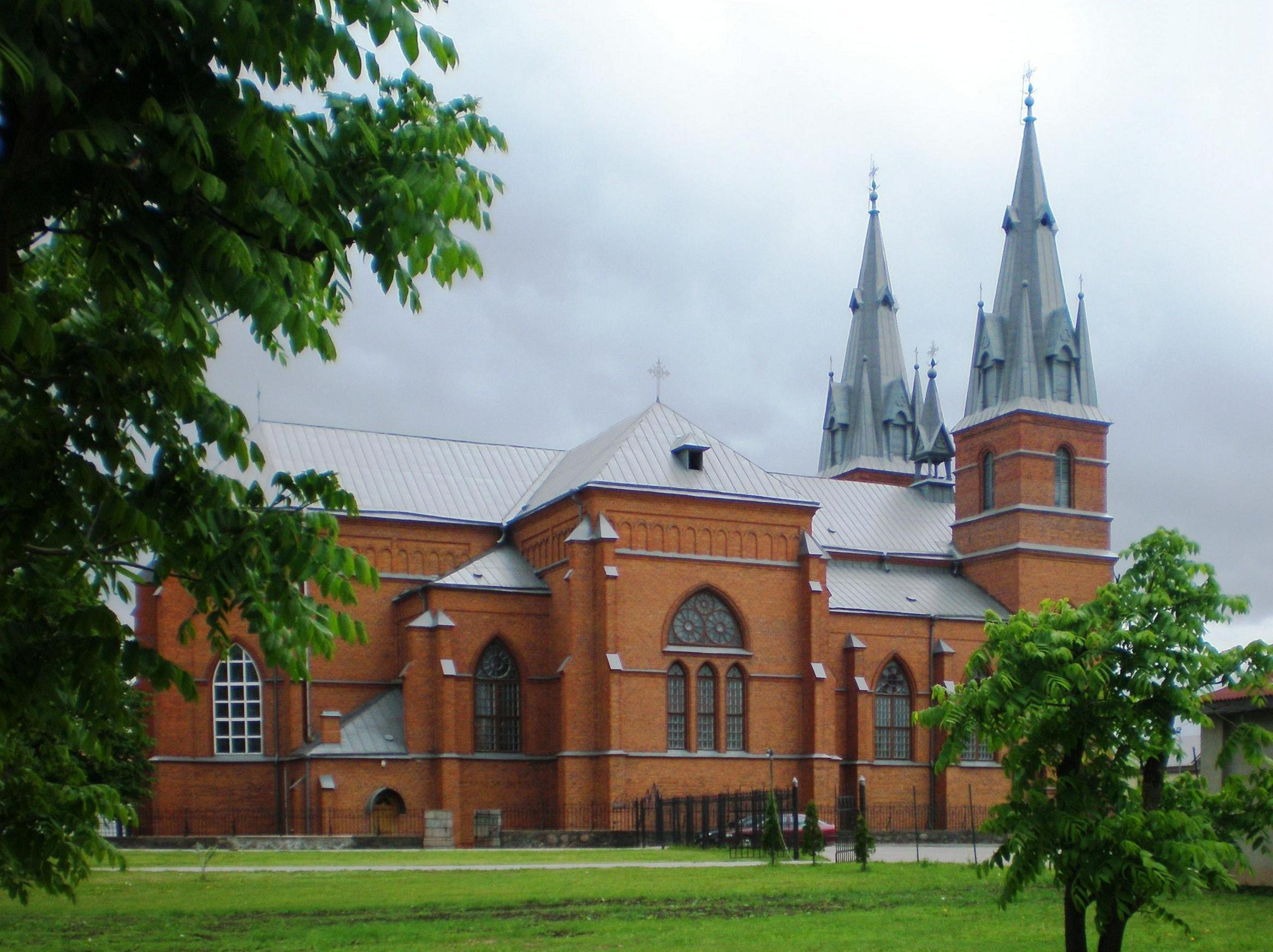
Herz-Jesu-Kathedrale in Rēzekne

Die Herz-Jesu-Kathedrale im ostlettischen Rēzekne ist die Bischofskirche des katholischen Bistums Rēzekne-Aglona. Die Kirche wurde mit der Errichtung des Bistums 1995 zur Kathedrale erhoben.
Ursprünglich befand sich an Stelle der heutigen Kirche eine Holzkirche aus dem Jahre 1685. Nachdem sie 1887 während eines Gewitters niederbrannte, wurde die heutige Kirche einem historistischen Stil aus romanischen und  frühgotischen Elementen erbaut. Für die 1902 fertiggestellte und 1904 geweihte Kirche zeichnete der Rigaer Ingenieur Florians Viganovskis verantwortlich. Die Weihe erfolgte nach Abschluss der Innenarbeiten im Jahre 1914. Bis heute gehört sie zu den größten Kirchen Lettlands.
Besonders sehenswert sind die geschnitzten, neogotischen Holzaltäre mit Statuen von Jesus Christus, der Jungfrau Maria, der hl. Therese von Lisieux, der hl. Elisabeth von Thüringen und von anderen Heiligen. Weiterhin sind die Glasmalereien bedeutend, welche die ersten Bischöfe Lettlands zeigen: St. Meinhard und St. Albert. Die letzte Renovierung betraf hauptsächlich Ausbesserungsarbeiten am undichten Dach.